# Пэттиссон, Родни
Родни Стюарт Пэттиссон (англ. Rodney Stuart Pattisson, 5 августа 1943) — британский яхтсмен, обладатель трёх олимпийских медалей. Член ордена Британской империи (MBE).

## Карьера
Родни Пэттиссон родился в 1943 году в Шотландии, куда его отец был направлен по службе в качестве военного лётчика. Через два месяца семья переехала в Англию. Позднее Пэттиссон учился в Пенборнском колледже, готовившем кадры для Военно-морского флота.
В дальнейшем Родни познакомился с лондонским адвокатом Макдональдом-Смитом с которым составил олимпийский дуэт на Играх в Мехико в классе «летучий голландец». Там на своём судне «Supercalifragilisticexpialidocious» они в доминирующем стиле выиграли золотые медали. Также экипаж Пэттиссона доминировал на чемпионатах мира в следующем олимпийском четырёхлетии, выиграв три золотые медали. В 1971 году стал кавалером ордена Британской империи.
На мюнхенской Олимпиаде Родни Пэттиссон в паре с Кристофером Дэвисом защитил звание олимпийского чемпиона в классе «летучий голландец». В 1976 году был знаменосцем сборной Великобритании на монреальской Олимпиаде, а в рамках соревнований вместе с Джулианом Брук-Хайтоном завоевал «серебро», уступив только братьям Дишам из сборной Германии.
В 1983 году участвовал в Кубке Америки. Позднее был включён в зал славы парусного спорта.
До Олимпиады—2008 оставался самых титулованным британским яхтсменом, пока его результат не превзошёл Бен Эйнсли, завоевавший четыре олимпийских золота.